# Westerngrund
Westerngrund är en kommun i Landkreis Aschaffenburg i Regierungsbezirk Unterfranken i förbundslandet Bayern i Tyskland. 
Kommunen bildades 1 januari 1972 genom en sammanslagning av kommunerna Huckelheim, Oberwestern och Unterwestern.
Kommunen ingår i kommunalförbundet Schöllkrippen tillsammans med köpingen Schöllkrippen och kommunerna Blankenbach, Kleinkahl, Krombach, Sommerkahl och Wiesen.